# Eduard Toldrà
Eduard Toldrà i Soler, né le 7 avril 1895 à Vilanova i la Geltrú et mort le 31 mai 1961 à Barcelone, est un chef d'orchestre et compositeur espagnol, considéré comme une des figures les plus marquantes de la musique catalane du milieu du XXe siècle, spécialement pour son travail très important comme directeur de l'Orchestre symphonique de Barcelone.
Le fonds personnel d'Eduard Toldrà est conservé à la Biblioteca de Catalunya.

## Biographie
Son père, Francesc Toldrà i Carbonell, lui aussi musicien, l'a introduit depuis son enfance dans le monde de la musique : à sept ans, il débute accompagné au violon par son père. Lorsqu'il a dix ans, toute la famille s'installe à Barcelone et Eduard Toldrà commence ses études musicales, d'abord au Conservatori superior de música del Liceu et ensuite à l’Escuela Municipal de Música de Barcelone, où il a étudié le solfège avec le maître Lluís Millet, le violon avec Rafael Gálvez et l'harmonie avec Antoni Nicolau. À cette période, il joue dans des concerts avec l'orchestre du Palacio de Bellas Artes de Barcelone, fait des remplacements au Teatre Còmic, et a diverses autres activités. En 1912, il a gagné le prix extraordinaire de violon de l’Escuela Municipal de Música avec le Concerto pour violon nº 2 de Max Bruch.
De 1911 à 1921, Eduard Toldrà consacre de gros efforts au Quartet Renaixement, une formation réputée de musique de chambre, formée par les musiciens Lluís Sánchez, Antoni Planàs, Josep Recasens et lui-même, pour offrir un total de 209 concerts. De plus, à la même époque, il compose de la musique, donne des leçons et se produit seul.
Il entre comme professeur auxiliaire de violon à l’Escuela Municipal de Música en 1923 (et il a continué quand il est entré au Conservatoire Supérieur, durant toute su vie). En 1924, il a fondé l’Orquesta de Estudios Sinfónicos (1924-1934), formé par des instrumentistes non professionnels. Pau Casals l'invite à diriger son orchestre en diverses occasions, d'abord pour la création des œuvres de Toldrà (Suite en Mi en 1921, Empúries, en 1926, la version symphonique de La maldición del Conde Arnau en 1930) et en 1932 dans la création de La Vida breve de Manuel de Falla, en présence de l'auteur.
Il s'est fait remarquer comme compositeur du XXe siècle, spécialement avec son opéra El giravolt de maig, qui en 1928 a été créé au Palais de la musique catalane sur un livret du poète Josep Carner, des décors de Xavier Nogués, et les chanteurs Mercè Plantada, Concepció Callao, Emili Vendrell (es), Conrad Giralt, Joan Barrabés, Valentí Capdevila i Francesc Torra. Tout au long de sa carrière, il ne s'est jamais arrêté de composer: il a composé une trentaine de sardanes, mais le genre qu'il a le plus cultivé a été la mélodie, sur des textes de poètes connus comme Josep Carner, Joan Maragall, Trinitat Catasús, Josep Mª de Sagarra, Tomàs Gracés, Clementina Arderiu, Joan Salvat-Papasseit, Ignasi Iglésias (es), Pablo de Jérica (es), Lope Félix de Vega Carpio (es), Francisco de Quevedo, Manuel Bertran, A.Noriega Varela ou Mn Pere Ribot. Il en a composé 71, toujours en partant de la force poétique du texte pour créer la musique. En 1936 il a obtenu le prix Isaac Albéniz, institué par la Generalitat de Catalogne, pour La rosa als llavis (texte de Joan Salvat-Papasseit), qu'il a dédié à la soprano Conchita Badía.
En 1941, on lui a offert la direction de l'Orchestre national d'Espagne, poste qu'il a refusé, mais en 1942 il a accepté de le diriger. La Mairie de Barcelone le chargea d'organiser et diriger un grand orchestre, qui revitalise la vie musicale de la cité, et le résultat a été l’Orchestre symphonique de Barcelone, dont il a été nommé premier directeur titulaire et qui fut présenté au public le 31 mars 1944.
Au cours de sa vie, il a dirigé différents orchestres, dont on peut citer l’Orchestre Lamoureux de Paris, l’Orchestre Municipal de Bilbao, l’Orchestre Philharmonique de Madrid et l’Orchestre de Chambre de Madrid, ainsi que d'autres en Allemagne, en Italie et au Portugal.
Il a remporté le Grand Prix du Disque de l’Académie Charles-Cros.

## Œuvres

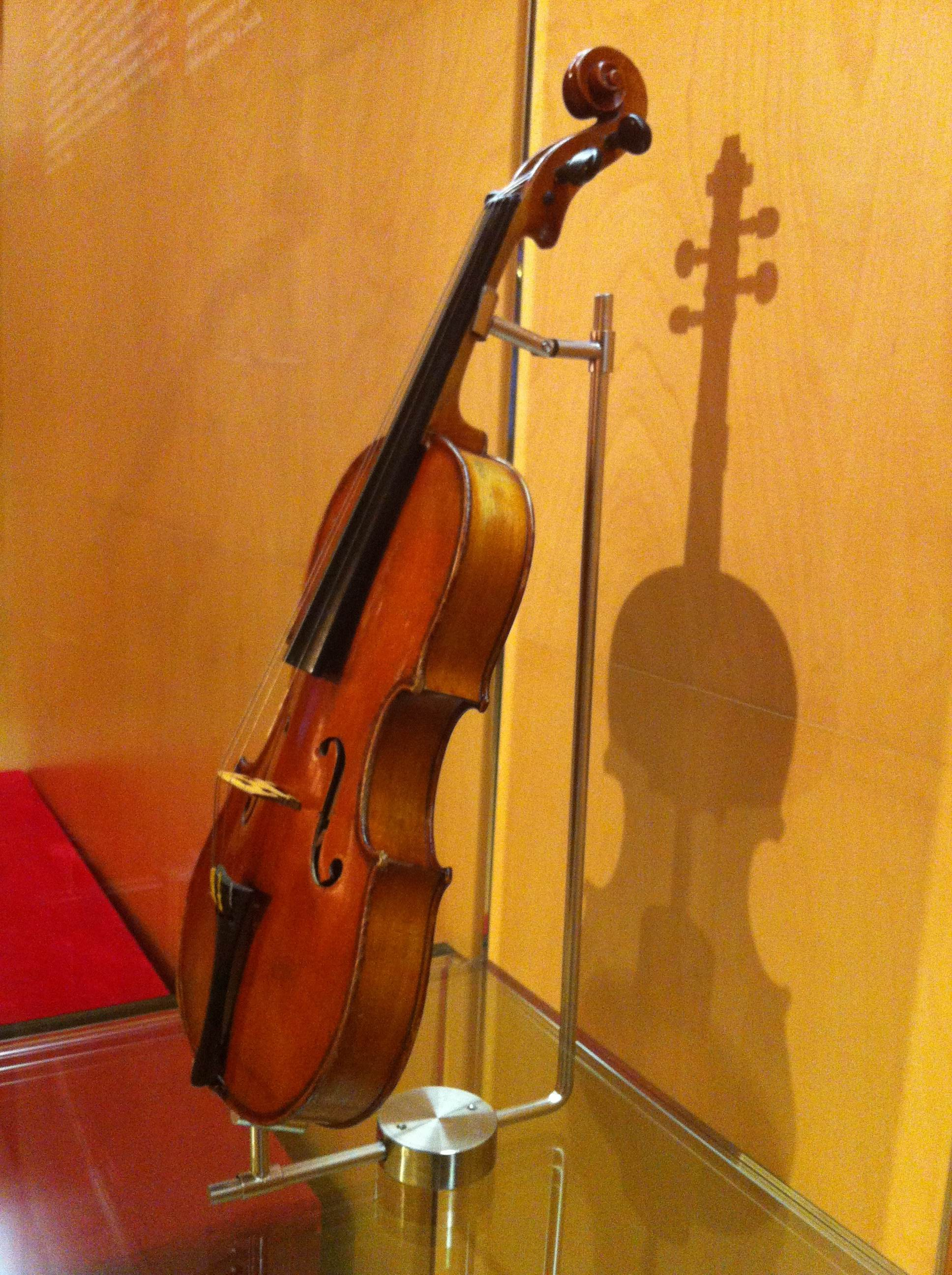
Violon d'Eduard Toldrà, MDMB 11266, Museu de la Música de Barcelone

### Théâtre
- 1924 Quatre illustrations musicales pour le drame de Lluís Masriera (es): Un idil·li prop del cel o, pel juny, carabasses
- 1928 El giravolt de maig, opéra comique en un acte, sur un livret de Josep Carner
- 1951 Oh, Tossa!, hymne pour le spectacle théâtral de Pere Quart Quasi un paradís

#### Musique de chambre
- 1914 Quatuor en do mineur, pour quatuor à cordes
- 1920 Vistes al mar, pour quatuor à cordes, postérieurement adapté pour orchestre de chambre.
- 1921 Seis sonetos, pour violon et piano. Un d'eux, Ave María, adapté également pour orchestre.
- 1931 Les danses de Vilanova, pour quatuor à cordes, piano et contrebasse.

### Musique symphonique
- 1919 Suite en mi majeur
- 1926 Empúries (Invocació a l'Empordà), sardane pour orchestre.
- 1930 La maledicció del Comte Arnau (La maldición del conde Arnau).
- 1934 La filla del marxant (La hija del marchante).